# Артишок

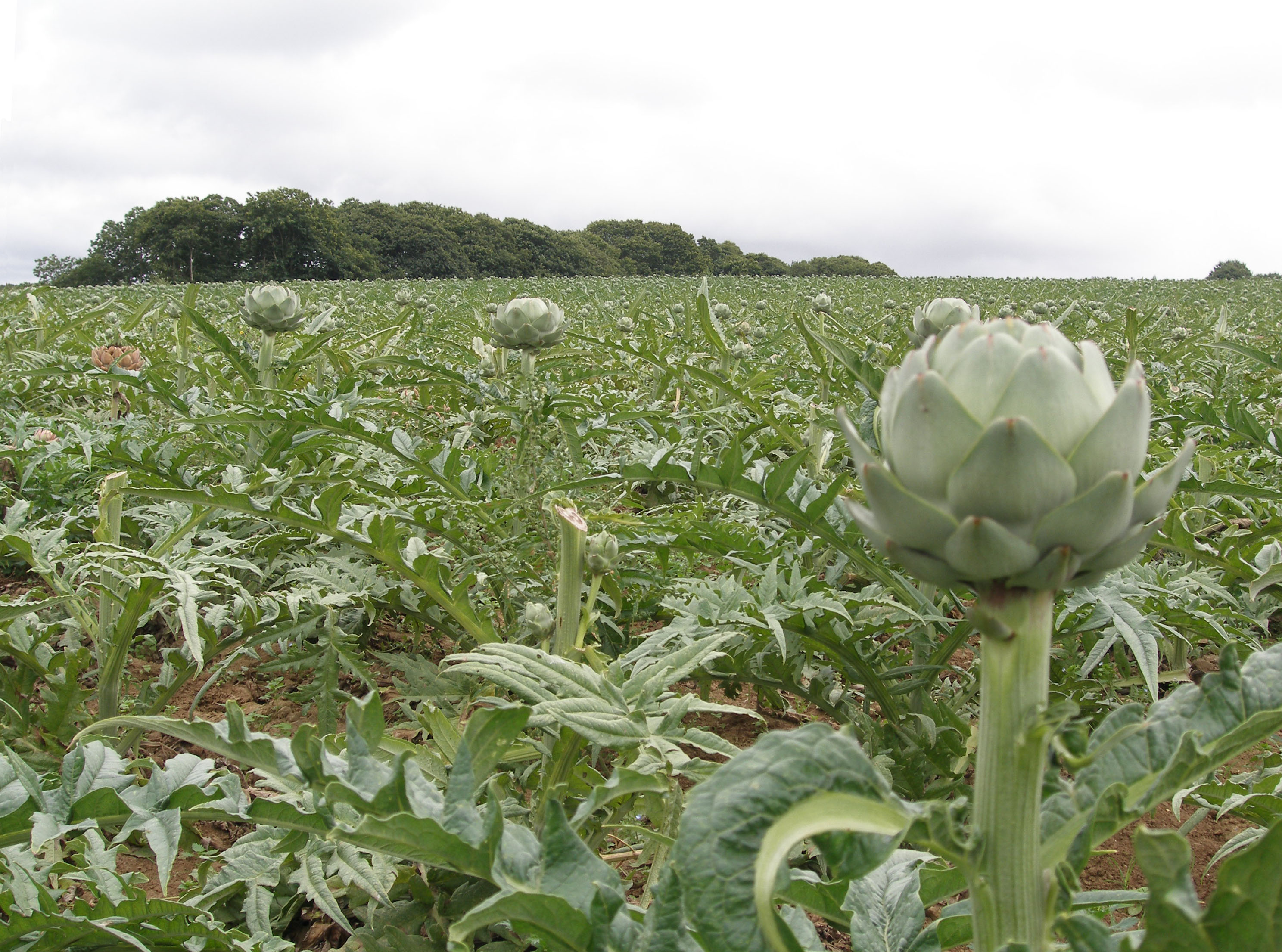
Плантація садового артишоку

Артишо́к (лат. Cynara) — рід рослин родини айстрові, що налічує понад 10 видів. Один з них — артишок садовий — належить до городини, поширеної головним чином у Середземномор'ї. Якщо назва «артишок» використовується окремо, і у більшості випадків вона посилається саме на цей вид. Слово «артишок» взяте з араб. ارضي شوكي, кириліз.: арді шаукі; арабська ارضي شوك, трансліт. арді шаук, дос. «вирваний із землі». Справжні артишоки не слід плутати з «єрусалимським артишоком» — під цією назвою в англомовній літературі описують топінамбур.
- Садовий артишок (Cynara cardunculus subsp. scolymus (L.), англ. Globe artichoke), також відомий як посівний, або колючий артишок. В їжу використовується м'ясисте квітколоже суцвіття. Це — дворічна овочева рослина родини Айстрові. Поширений в багатьох країнах Середземномор'я. Вирощувався арабами до нашої ери. На узбережжі Чорного моря зимує без захисту. На решті територій України необхідно вкривати, оскільки періодично спостерігаються морози з низькими температурами мінус 19°С і без снігу. Вирощують Артишок через розсаду. В їжу використовують недостиглі м'ясисті суцвіття, багаті на вітаміни А, В і С. Урожайність від 5 до 25 т/га.

Їх використовують в їжу вареними, тушкованими, печеними на грилі, вживають маринованими, консервують для подальшого використання.

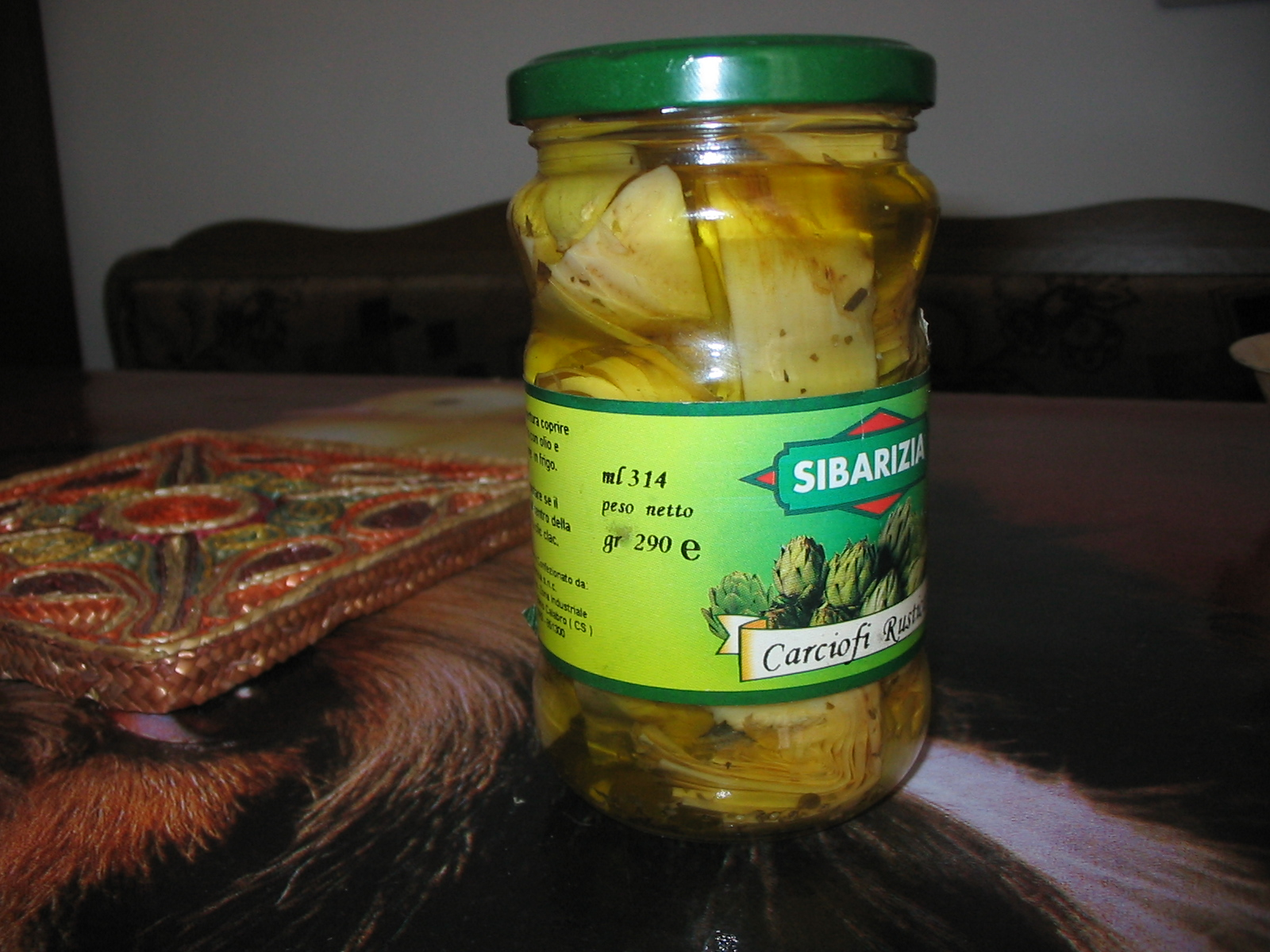
Артишок консервований

Також слово «артишок» використовується для:
- Проєкт «Артишок» (Project ARTICHOKE), операція ЦРУ.
- «The Artichokes» (Артишоки) — поп-група із Південної Кароліни (США).

## Види
1. Cynara algarbiensis Coss. ex Mariz
2. Cynara auranitica Post
3. Cynara baetica (Spreng.) Pau
4. Cynara cardunculus L.
5. Cynara cornigera Lindl.
6. Cynara cyrenaica Maire & Weiller
7. Cynara humilis L.
8. Cynara makrisii Hand & Hadjik.
9. Cynara syriaca Boiss.
10. Cynara tournefortii Boiss. & Reut.